# Paurina Mpariwa
Paurina Gwanyanya Mpariwa (née en 1964), parfois écrit Paurine Mpariwa, est membre du Parlement panafricain du Zimbabwe,,. Mpariwa est présidente du Comité des comptes publics.
Elle est également membre du Parlement du Zimbabwe, élue une première fois en 2000 puis de nouveau en 2005. Elle représente la circonscription électorale de Mukafose à Harare. Elle est membre du parti Mouvement pour le changement démocratique. Le 10 février 2009, Morgan Tsvangirai désigne Mpariwa au poste de Ministre de la fonction publique, du travail et des affaires sociales au sein du gouvernement d'union nationale,. Elle est membre de l'Assemblée nationale pour la circonscription de Mufakose (MDC-T).
Mpariwa a également été présidente du caucus parlementaire des femmes, présidente du comité Femmes Droit et Développement en Afrique (WILDAF), trésorière du Parlement zimbabwéen du caucus des femmes, vice-présidente du Parlement pour le dicastère du travail, whip au parlement, rapporteuse au Parlement panafricain pour la santé, le travail et les affaires sociales.

## Vie
Née à Mufakose en 1964, Paurina Mpariwa étudie la gestion du personnel, les relations industrielles, le commerce, le travail para-juridique, le financement du travail social et les ordinateurs.
« Je continuerai à étudier jusqu'à ma mort, car l'acquisition des connaissances est censée être un engagement à vie. Je suis fier de mon éducation diversifiée. Quel que soit le poste auquel je suis nommée, je ne décevrai jamais ».

## Syndicalisme
Sa participation au syndicalisme commence alors qu'elle travaille dans les chaînes de magasins OK au début des années 1990 jusqu'à devenir la présidente du Syndicat des travailleurs du commerce du Zimbabwe.